# Joseph Fridolin Wieland
Joseph Fridolin Wieland (* 18. März 1804 in Säckingen; † 13. Dezember 1872 in Schöftland) war ein deutsch-schweizerischer Arzt und Politiker. Er war Mitglied des Grossen Rats des Kantons Aargau.

## Biografie
Wieland wurde als Sohn eines grossherzoglichen Oberamtmanns geboren, hatte mit Joseph Fidel Wieland einen Bruder, und studierte nach dem Besuch des Gymnasiums in Freiburg ab 1820 Philosophie und ab dem Wintersemester 1822/23 Medizin an den Universitäten Freiburg und Heidelberg. Während seines Studiums wurde er 1822 Mitglied der Alten Freiburger Burschenschaft, weshalb er 1826 zu vier Wochen Festungshaft verurteilt wurde, die er auf Schloss Kislau verbüsste.
Nach seiner Promotion zum Dr. med. arbeitete er ab 1828 als praktischer Arzt in Schöftland. Er wurde Bezirksarzt, Schulinspektor und Sanitätsinstruktor. 1845 wurde er Mitglied des Grossen Rats des Kantons Aargau. Vom Bundesrat wurde er 1858 zum Divisionsarzt im Rang eines Oberstleutnants ernannt.
Er befasste sich mit Botanik und besass ein Herbarium mit etwa 12'000 Arten.